# 박현숙 (농구인)
박현숙(1969년 ~ )은 대한민국 여자 농구 국가대표팀 선수였다. 포지션은 가드이다. 실업팀 국민은행을 농구대잔치 여자부 우승의 주역. 국민은행 상봉동지점에서 최종근무

## 생애
대전중앙여중과 대전여자상업고등학교를 거쳐 1988년 실업팀 국민은행에 지명되어 입단했다. 1994년 아시안 게임 금메달리스트이다.

## 경력
- 대전여자상업고등학교
- 국민은행

## 참조
1. ↑  <농구 대잔치>박현숙,어시스트 5백57개 대기록 《연합뉴스》, 1995년 12월 16일